# Donald Pleasence

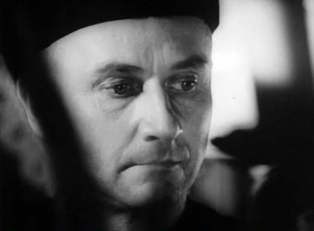
Donald Pleasence

Donald Pleasence (n. 5 octombrie 1919 – d. 2 februarie 1995) a fost un actor englez de film (a jucat și în filme realizate la Hollywood, SUA).

## Filmografie (selecție)
- THX 1138 (1971)
- Atenție, nu ne supărați (1974)
- De vorbă cu Dumnezeu (1977)
- Umbre și ceață (1991)

| An   | Titlu                                     | Rol                             | Note |
| ---- | ----------------------------------------- | ------------------------------- | --- |
| 1954 | The Beachcomber                           | Tromp                           | |
| 1954 | Orders Are Orders                         | Caporal Martin                  | Menționat ca Donald Plesance |
| 1955 | Value for Money                           | Limpy                           | |
| 1956 | 1984                                      | R. Parsons                      | |
| 1956 | The Black Tent                            | Ali                             | |
| 1956 | The Adventures of Robin Hood              | Prince John                     | Serial TV (4 episoade) |
| 1957 | The Man in the Sky                        | Crabtree                        | (titlu în SUA: Decision Against Time) |
| 1957 | Manuela                                   | Evans                           | |
| 1957 | Barnacle Bill                             | Cashier                         | (titlu în SUA: All at Sea) |
| 1958 | A Tale of Two Cities                      | John Barsad                     | |
| 1958 | Heart of a Child                          | Spiel                           | |
| 1958 | The Wind Cannot Read                      | Doctor                          | |
| 1958 | The Man Inside                            | Organ-grinder                   | |
| 1958 | The Two-Headed Spy                        | General Hardt                   | |
| 1959 | The Scarf                                 | Detective Inspector Harry Yates | Serial TV (6 episoade) |
| 1959 | Look Back in Anger                        | Hurst                           | |
| 1959 | Killers of Kilimanjaro                    | Captain                         | |
| 1959 | The Battle of the Sexes                   | Irwin Hoffman                   | |
| 1960 | The Shakedown                             | Jessel Brown                    | |
| 1960 | The Flesh and the Fiends                  | William Hare                    | |
| 1960 | Sons and Lovers                           | Pappleworth                     | |
| 1960 | Hell Is a City                            | Gus Hawkins                     | |
| 1960 | Circus of Horrors                         | Vanet                           | |
| 1960 | The Hands of Orlac                        | Graham Coates                   | |
| 1961 | What a Carve Up!                          | Everett Sloane                  | |
| 1961 | No Love for Johnnie                       | Roger Renfrew                   | |
| 1961 | A Story of David                          | Nabal                           | |
| 1961 | Spare the Rod                             | Mr. Jenkins                     | |
| 1962 | The Inspector                             | Sergeant Wolters                | |
| 1962 | Dr. Crippen                               | Dr Crippen                      | |
| 1963 | The Great Escape                          | RAF Colin Blythe, "The Forger"  | |
| 1963 | The Outer Limits                          | Prof. Harold Finley             | Serial TV (episodul: "The Man With the Power") |
| 1965 | The Hallelujah Trail                      | Oracle Jones                    | |
| 1965 | The Greatest Story Ever Told              | Satan                           | |
| 1966 | Fantastic Voyage                          | Dr. Michaels                    | |
| 1966 | Cul-de-sac                                | George                          | |
| 1966 | Eye of the Devil                          | Pere Dominic                    | |
| 1967 | You Only Live Twice                       | Ernst Stavro Blofeld            | |
| 1967 | The Night of the Generals                 | General Kahlenberge             | |
| 1967 | Matchless                                 | Gregori Andreanu                | |
| 1968 | The Other People                          | Clive                           | |
| 1968 | Will Penny                                | Preacher Quint                  | |
| 1969 | Arthur? Arthur!                           | Arthur Brownjohn                | |
| 1969 | The Madwoman of Chaillot                  | The Prospector                  | |
| 1970 | Soldier Blue                              | Isaac Q. Cumber                 | |
| 1971 | THX 1138                                  | SEN 5241                        | |
| 1971 | Wake in Fright                            | Doc Tydon                       | |
| 1971 | Kidnapped                                 | Ebenezer Balfour                | |
| 1972 | The Pied Piper                            | The Baron                       | |
| 1972 | Death Line                                | Inspector Calhoun               | |
| 1972 | Innocent Bystanders                       | Loomis                          | |
| 1972 | Henry VIII and His Six Wives              | Thomas Cromwell                 | |
| 1972 | The Jerusalem File                        | Major Samuels                   | |
| 1972 | Wedding in White                          | Jim Dougall                     | |
| 1973 | Tales That Witness Madness                | Professor Tremayne              | |
| 1973 | Malachi's Cove                            | Malachi                         | |
| 1973 | Columbo                                   | Adrian Carsini                  | |
| 1974 | Watch Out, We're Mad                      | The Doctor                      | |
| 1974 | From Beyond the Grave                     | Jim Underwood                   | Segment: "An Act of Kindness" |
| 1974 | House of the Damned                       | Martin Zayas                    | Titlu original: La loba y la Paloma |
| 1974 | The Mutations                             | Professor Nolter                | |
| 1974 | The Black Windmill                        | Cedric Harper                   | |
| 1974 | Barry Mckenzie Holds His Own              | Count Plasma                    | |
| 1975 | Escape to Witch Mountain                  | Lucas Deranian                  | |
| 1975 | The Count of Monte Cristo                 | Baron Danglars                  | |
| 1975 | I Don't Want to Be Born                   | Dr. Finch                       | |
| 1975 | Journey into Fear                         | Kuvelti                         | |
| 1975 | Hearts of the West                        | A.J. Neitz                      | Alt titlu: Hollywood Cowboy |
| 1976 | Land of the Minotaur                      | Father Roche                    | Alt titlu: The Devil's Men |
| 1976 | The Eagle Has Landed                      | Himmler                         | |
| 1976 | Trial by Combat                           | Sir Giles Marley                | Alt titlu: Dirty Knights' Work |
| 1976 | The Last Tycoon                           | Boxley                          | |
| 1976 | The Passover Plot                         | Pontius Pilate                  | |
| 1977 | The Uncanny                               | Valentine De'ath                | Segmentul: "Hollywood 1936" |
| 1977 | Oh, God!                                  | Dr. Harmon                      | |
| 1977 | Telefon                                   | Nikolai Dalchimsky              | |
| 1977 | Isus din Nazaret                          | Melchior                        | Miniserial TV |
| 1978 | Halloween                                 | Dr. Loomis                      | |
| 1978 | Blood Relatives                           | James Doniac                    | |
| 1978 | Night Creature                            | Axel MacGregor                  | Alt titlu: Out of the Darkness |
| 1978 | The Bastard                               | Solomon Sholto                  | Miniserial TV |
| 1978 | Tomorrow Never Comes                      | Dr. Todd                        | |
| 1978 | Sgt. Pepper's Lonely Hearts Club Band     | B.D. Hoffler/B.D. Brockhurst    | |
| 1978 | Power Play                                | Blair                           | |
| 1978 | Centennial                                | Sam Purchas                     | Miniserial TV |
| 1978 | L'Ordre et la sécurité du monde           | Rothko                          | Alt titlu: Last In, First Out |
| 1979 | Good Luck, Miss Wyckoff                   | Dr. Steiner                     | |
| 1979 | Dracula                                   | Dr. Jack Seward                 | |
| 1979 | All Quiet on the Western Front            | Kantorek                        | Film TV |
| 1979 | Jaguar Lives!                             | General Villanova               | |
| 1979 | The French Atlantic Affair                | Max Dechambre                   | Miniserial TV |
| 1980 | The Pumaman                               | Dr. Kobras                      | |
| 1980 | The Monster Club                          | Pickering                       | |
| 1980 | Halloween: Extended Edition               | Dr. Loomis                      | Apare în câteva scene suplimentare (filmate în timpul producției Halloween II) neincluse în filmul original dar prezentate în transmisia NBC.         |
| 1981 | Halloween II                              | Dr. Loomis                      | |
| 1981 | Race for the Yankee Zephyr                | Gilbert "Gibbie" Carson         | |
| 1981 | Escape from New York                      | Mr. President                   | |
| 1981 | Saturday Night Live                       | Rolul său/Gazdă                 | 10/31/81 Emisiune TV Halloween - muzical alături de trupa Fear. John Belushi apare în sketch-ul de deschidere (ultima apariție a lui Belushi la SNL). |
| 1982 | Alone in the Dark                         | Dr. Leo Bain                    | |
| 1982 | The Barchester Chronicles                 | Reverend Septimus Harding       | Serial TV |
| 1983 | Warrior of the Lost World                 | Prossor                         | |
| 1983 | The Devonsville Terror                    | Dr. Warley                      | |
| 1983 | Where Is Parsifal?                        | Mackintosh                      | |
| 1984 | A Breed Apart                             | J.P. Whittier                   | |
| 1984 | The Ambassador                            | Eretz                           | |
| 1984 | Frankenstein's Great Aunt Tillie          | Baron Victor Frankenstein       | |
| 1985 | Black Arrow                               | Oliver Oates                    | TV film |
| 1985 | Arch of Triumph                           | Haake                           | |
| 1985 | Treasure of the Amazon                    | Klaus von Blantz                | |
| 1985 | Phenomena                                 | John McGregor                   | |
| 1985 | Nothing Underneath                        | Inspector Danesi                | |
| 1986 | Operation Nam                             | Father Lenoir                   | Alt titlu: Cobra Mission |
| 1987 | Django 2                                  | Gunn                            | |
| 1987 | Specters                                  | Professor Lasky                 | |
| 1987 | Prince of Darkness                        | Priest                          | |
| 1987 | Ground Zero                               | Prosper Gaffney                 | |
| 1988 | The Great Escape II: The Untold Story     | Dr. Absalon                     | Film TV |
| 1988 | Hanna's War                               | Captain Thomas Rosza            | |
| 1988 | Phantom of Death                          | Inspector Datti                 | |
| 1988 | Halloween 4: The Return of Michael Myers  | Dr. Loomis                      | |
| 1988 | Vampire in Venice                         | Don Alvise                      | |
| 1988 | Der Commander⁠(de)[traduceți]              | Henry Carlson                   | |
| 1988 | Last Platoon                              | Colonel B. Abrams               | |
| 1989 | Halloween 5: The Revenge of Michael Myers | Dr. Loomis                      | |
| 1989 | Ten Little Indians                        | Judge Lawrence Wargrave         | |
| 1989 | River of Death⁠(fr)[traduceți]             | Heinrich Spaatz                 | |
| 1989 | Casablanca Express                        | Colonel Bats                    | |
| 1990 | Buried Alive                              | Dr. Schaeffer                   | |
| 1991 | Shadows and Fog                           | Doctor                          | |
| 1992 | Dien Bien Phu                             | Howard Simpson                  | |
| 1993 | The Thief and the Cobbler                 | Phido the Vulture (voce)        | |
| 1993 | The Big Freeze                            | Soup slurper                    | |
| 1993 | The Hour of the Pig                       | Pincheon                        | |
| 1995 | Halloween: The Curse of Michael Myers     | Dr. Loomis                      | Film dedicat memoriei sale. |
| 1996 | Fatal Frames                              | Prof. Robertson                 | |